# Frank Cuhel
Frank Cuhel   (Cedar Rapids, 28 de setembre de 1904 - Lisboa, 22 de febrer de 1943) va ser un atleta i jugador de futbol americà estatunidenc, especialista en curses de tanques, que va competir durant la dècada de 1920.
El 1928 va prendre part en els Jocs Olímpics d'Amsterdam, on va guanyar la medalla de plata en la prova dels 400 metres tanques del programa d'atletisme.
Després de graduar-se per la Universitat d'Iowa va treballar de comercial per a diverses empreses holandeses que feien negocis a Amèrica i Java, Indonèsia, on es trobava quan començà la Segona Guerra Mundial. En aquells moments fou contractat per la Mutual Broadcasting Systems per fer de corresponsal de guerra, emetent informes de la ràdio. Quan Java va caure en mans japoneses, Cuhel i altres corresponsals van fugir del país. Morí en un accident d'avió quan sobrevolava el riu Tajo, a l'alçada de Lisboa, a bord d'un Boeing 314 el 22 de febrer de 1943. En aquest mateix accident quedà ferida la cantant Jane Froman. Els fets queden recollits en la pel·lícula With a Song in My Heart.

## Millors marques
- 110 metres tanques. 14.9" (1928)
- 400 metres tanques. 52.1" (1928)[1][3]